# Gradac Našički
Gradac Našički – wieś w Chorwacji, w żupanii osijecko-barańskiej, w mieście Našice. W 2011 roku liczyła 153 mieszkańców.